# Rigor Mortis (banda)
Rigor Mortis es una agrupación estadounidense de thrash/speed metal formada en 1983 en Texas. Dos compañeros de colegio, Harden Harrison (batería) y Casey Orr (bajo) formaron la banda cuando conocieron al guitarrista Mike Scaccia. Junto al cantante Bruce Corbitt crearon un thrash metal pesado y rápido, similar al estilo del death metal. Fueron una de las pocas bandas de thrash provenientes de Texas y virtualmente crearon la escena de "metal underground" allí. La banda firmó un contrato con Capitol Records en 1987.
En 2005, la alineación original se reunió y participó luego en la edición 2008 del festival Ozzfest en Texas. En 2009, Rigor Mortis tocó en Alemania en el festival Keep It True.
El 23 de diciembre de 2012, el guitarrista Mike Scaccia falleció de un ataque cardíaco mientras la banda brindaba un concierto en conmemoración del cumpleaños 50 del cantante Bruce Corbitt.
El 6 de octubre de 2014 Rigor Mortis publicó su último álbum, titulado "Slaves to the Grave". El disco fue grabado en febrero de 2012 en el estudio de grabación 13th Planet de la banda Ministry en El Paso. Al no haber ningún interés de alguna discográfica por publicar el álbum, Rigor Mortis logró recaudar $22.838 como preventa del mismo entre sus fanáticos para poder comercializar la producción.

## Discografía
- 1986: Demo 1986
- 1988: The Decline Of The Western Civilization Part 2 (The Metal Years) Soundtrack (Capitol)
- 1988: Demons Demo
- 1988: Rigor Mortis (Capitol)
- 1989: Freaks EP (Metal Blade)
- 1991: Rigor Mortis Vs. The Earth (Triple X)
- 1991: "Psycho Therapy" en Gabba Gabba Hey ‒ álbum tributo a los Ramones (Triple X)
- 2014: Slaves to the Grave (Independiente)